# Valkóc
Valkóc (szlovákul Volkovce) község Szlovákiában, a Nyitrai kerület Aranyosmaróti járásában.

## Fekvése
Aranyosmaróttól 7 km-re délkeletre fekszik. Kisvalkóc tartozik hozzá.

## Története
A régészeti leletek alapján területén már 35000 évvel ezelőtt, a kőkorszakban is éltek emberek. Az itt talált kőbalták, kőkések, cserép- és csontmaradványok alapján megállapítható, hogy mamutvadászok voltak. Az i. e. 3000 körüli időből bronzszekercék, bronzeszközök, a késői bronzkorból pedig a lausitzi kultúra kerámiái kerültek elő.
A mai település első írásos említése 1275-ből, az esztergomi káptalan okleveléből származik "Wolkouch" néven. 1327-ben "Walkoch" alakban említik. Eredetileg Bars várának uradalmához tartozott. 1327-ben az akkor puszta települést a garamszentbenedeki apátság szolgálatába álló Pál deák de Walkoch és fraterei telepítették be és lakóinak az apátság 10 évi adómentességet adott. 1358-ban lakói nemességet kaptak. 1386-ban a gímesi vár tartozékaiként Mária magyar királynő visszaadja Goloh és Honay településeket (Valkóc részei) Forgách Balázsnak.
1421-ben a települést két faluként: Kis- és Nagyvalkócként említik. 1437-ben lakatlan volt, mert Puszta Valkócként említik. 1506-ban az esztergomi káptalan birtoka lett. 1535-ben a falu majdnem teljesen leégett. 1536-ban 7, 1549-ben 12 portája adózott. A 16. század második felétől egyre többször érték török támadások. 1599-ben felégette a török. 1601-ben 53 ház állt a településen. 1631-ben 5, 1632-ben 10 gyermeket hurcolt rabságba a török. 1652-ben közelében ütközet zajlott a Forgách generális vezette császáriak és a törökök között. A falunak már a 17. század első felében volt iskolája, melyet 1647-ben említenek először. 1714-ben a falu nem fizetett adót, mert a legtöbb ház lakatlan volt. 1720-ban szőlőskertje és 14 adózója volt. 1828-ban 50 házában 330 lakos élt, akik főként mezőgazdasággal foglalkoztak. Valkóc a középkorban egyházilag Nemcsény filiája volt. Az 1559-es egyházi vizitáció szerint egykor plébániája is volt. Szent Jakab temploma már a 14. században állt. 1754-ben barokk stílusban építették át, ekkor lakói katolikus szlovákok voltak. A feljegyzések szerint 1845-ben már zsidók is éltek itt.
Vályi András szerint "VALKÓCZ. Tót falu Bars Várm. földes Ura az Esztergomi Káptalanbéli Uraság, fekszik Nemcsényhez nem meszsze, és annak filiája; határja ollyan, mint Zavadáé."
Fényes Elek szerint " Valkócz, Bars m. tót falu, 343 kath. lak. F. u. az esztergomi káptalan. Ut. p. Léva."
Bars vármegye monográfiája szerint "Valkócz, Aranyosmarót és Szentbenedek között fekvő tót kisközség, 494 róm. kath. vallású lakossal. Hajdan Nagy-Valkócz néven szerepelt. 1395-ben Barachkai János volt a földesura, a ki a községet a szent-benedeki apátságnak hagyományozta. 1506-ban az esztergomi káptalan adományképen kapja Miksa királytól és a káptalannak most is van itt nagyobb birtoka. Kath. temploma 1750-ben épült. Ide tartoznak Lukó és Szlancze tanyák is. A község postája Nemcsény, távirója Aranyosmarót, vasúti állomása Kovácsi."
A falut 1912-ben kapcsolták be a vasúti hálózatba, ekkor épült vasútállomása is. Az első világháborúban 28 valkóci esett el.
A trianoni békeszerződésig Bars vármegye Aranyosmaróti járásához tartozott. Nagy- és Kisvalkócot 1924-ben egyesítették, de 1931-ben újra szétváltak. A végső egyesítés 1945-ben történt meg.

## Népessége
| Év:            | 1994. | 2004.   | 2014.   | 2024.   |
| -------------- | ----- | ------- | ------- | ------- |
| Emberek száma: | 1014  | 1011    | 1020    | 1006    |
| Eltérés:       |       | -0,29 % | +0,89 % | -1,37 % |

| Év:            | 2023. | 2024.   |
| -------------- | ----- | ------- |
| Emberek száma: | 1001  | 1006    |
| Eltérés:       |       | +0,49 % |

1880-ban 431 lakosából 22 magyar és 377 szlovák anyanyelvű volt. Ebből 422 római katolikus és 9 izraelita vallású volt. Kisvalkócon 142 szlovák anyanyelvű élt.
1890-ben 452 lakosából 19 magyar és 408 szlovák anyanyelvű volt. Kisvalkócon 161 szlovák anyanyelvű élt.
1900-ban 494 lakosából 4 magyar és 477 szlovák anyanyelvű volt. Kisvalkócon 181 szlovák anyanyelvű élt.
1910-ben 516 lakosából 6 magyar és 473 szlovák anyanyelvű volt. Kisvalkócon 189 szlovák anyanyelvű élt.
1921-ben 760 lakosából 757 csehszlovák és 3 egyéb volt. Ebből 756 római katolikus és 4 egyéb vallású volt.
1930-ban 695 lakosából 1 magyar, 46 egyéb és 628 csehszlovák volt. Ebből 668 római katolikus és 7 izraelita vallású volt. Kisvalkócon 202 csehszlovák élt.
1970-ben 1318 lakosából 1 magyar és 1307 szlovák volt.
1980-ban 1195 lakosából 16 magyar és 1174 szlovák volt.
1991-ben 1034 lakosából 17 magyar és 1004 szlovák volt.
2001-ben 1036 lakosából 10 magyar és 1002 szlovák volt.
2011-ben 1005 lakosából 5 magyar, 2-2 cigány, ukrán és cseh, 1 zsidó és 966 szlovák.

## Nevezetességei
- Az idősebb Szent Jakab tiszteletére szentelt római katolikus temploma a 14. században épült gótikus stílusban. 1754-ben barokk stílusban építették át. A templom előtt áll a falu legrégibb, 1777-ben készített kőkeresztje.

## Külső hivatkozások
- Hivatalos oldal
- E-obce.sk[halott link]
- Községinfó
- Valkóc Szlovákia térképén